# 苹果树花开
《苹果树花开》（越南语：／）是改编自韩剧《为何那样，奉尚先生》的越南电视剧，2021年4月5日起每周一至周三当地晚上八时在Vie Channel-HTV2播出。此剧播出时登上越南热搜，打破越南电视剧多项纪录，成为2021年总收视率最高、观众最感兴趣的电视剧。

## 演员阵容

### 主演
- 泰和 飾演 Đỗ Văn Ngọc
- 红映 飾演 Trần Thị Hạnh
- 张世荣 飾演 Đỗ Văn Ngà
- 黎黃翠銀 飾演 Đỗ Minh Châu
- 雅芳 飾演 Đỗ Minh Báu
- 双轮 飾演 Đỗ Dư

### 其他演員
- 阮明莊 飾演 Thanh Trúc